# ゾルの外の碑

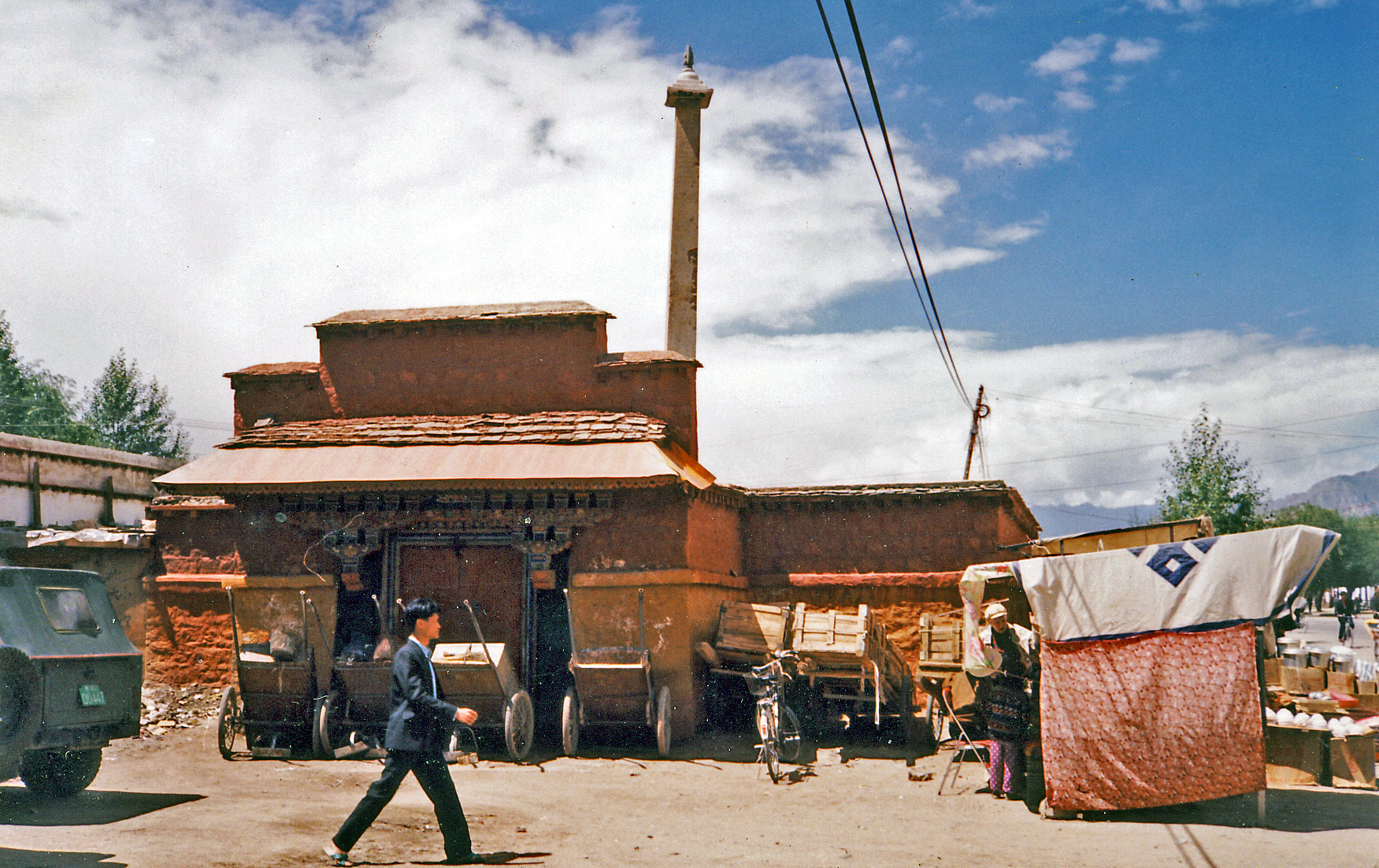

ゾルの外の碑（チベット語：ཞོལ་རྡོ་རིངས་ཕྱི་མ་、ワイリー方式：zhol-rdo-rings phyi-ma）は、チベット・ラサのポタラ宮にある記念碑（石柱）である。

## 概要
763年（唐・広徳元年）、吐蕃のチム・シャン・ゲルシク・シュテン（チベット語：མཆིམས་ཞང་རྒྱལ་ཟིགས་ཤུ་ཏེང 英語: mchims zhang rgyal zigs shu teng、中: 尚野息）とゲンラム・タクラ・ルコン（チベット語：ངན་ལམ་སྟག་སྒྲ་ཀླུ་ཁོང 英語: ngan lam stag sgra klu kong、中: 恩兰·达札路恭）が20万の大軍を率いて長安（陝西省西安市）を攻め、唐の代宗を追い出し、広武王李承宏を皇帝とし15日後に撤兵した。同碑はこの戦役を記念して建立されたものである。

## 碑文
碑の北面、南面、東面にチベット文字で刻まれており、北面は68列、東面が16列、南面が74列となっている。
ウィキソースにチベット語の碑文があります。

## 碑文内の「ゲンラム・タクラ・ルコン」について
漢文資料では、長安を陥落させた吐蕃の将に「馬重英」の名があるが、吐蕃のティソン・デツェンの時期の名臣である「ゲンラム・タクラ・ルコン」と「馬重英」の事績が一致することから、この二者が同一人物であることが指摘されている。